# FA Cup 1876/77

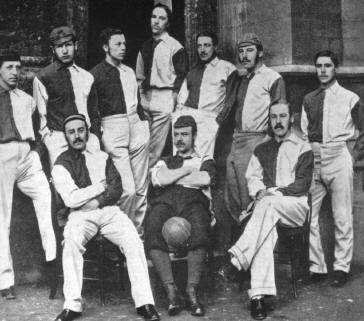
Spieler der Oxford University in der Pokalsaison 1876/77.

Der FA Cup 1876/77 war die sechste Austragung des The Football Association Challenge Cup (meist als FA Cup bekannt). Die Pokalsaison begann mit 37 Vereinen, wurde letztlich jedoch nur von 32 Vereinen real ausgespielt.
Der Pokalwettbewerb startete am 24. Oktober 1876 mit der Ersten Runde und endete mit dem Finalspiel im Kennington Oval in London am 24. März 1877 vor Kulissen etwa 3.000 Zuschauern. Der Sieger des Wettbewerbes wurden zum vierten Mal der Wanderers FC. Unterlegener Finalist war der Oxford University AFC.

## Wettbewerb

### Erste Runde
| Datum             |                          | Ergebnis |                      |
| ----------------- | ------------------------ | -------- | -------------------- |
| 14. Oktober 1876  | FC Pilgrims              | 4:1      | FC Ramblers          |
| 28. Oktober 1876  | Upton Park FC            | 7:0      | FC Leyton            |
| 4. November 1876  | FC Forest School         | 4:1      | FC Gresham           |
| 4. November 1876  | Herts Rangers            | 1:2      | FC Marlow            |
| 4. November 1876  | FC Rochester             | 5:0      | Highbury Union       |
| 4. November 1876  | Royal Engineers AFC      | 2:1      | Old Harrovians FC    |
| 4. November 1876  | FC South Norwood         | 4:1      | FC Saxons            |
| 4. November 1876  | FC Swifts                | 2:0      | Reading Hornets      |
| 8. November 1876  | Panthers FC              | 3:0      | Wood Grange          |
| 11. November 1876 | 105th Regiment FC        | 3:0      | 1st Surrey Rifles FC |
| 11. November 1876 | Clapham Rovers           | 5:0      | Reigate Priory       |
| nicht ausgetragen | Barnes FC                |          | Old Etonians         |
| nicht ausgetragen | Cambridge University AFC |          | FC High Wycombe      |
| nicht ausgetragen | Oxford University AFC    |          | Old Salopians        |
| nicht ausgetragen | FC Sheffield             |          | FC Trojans           |
| nicht ausgetragen | Shropshire Wanderers     |          | FC Druids            |
| nicht ausgetragen | FC Southall              |          | Old Wykehamists      |
| nicht ausgetragen | Wanderers FC             |          | Saffron Walden Town  |
| Freilos           | FC Queen’s Park          |          |                      |

### Zweite Runde
| Datum             |                          | Ergebnis |                      |
| ----------------- | ------------------------ | -------- | -------------------- |
| 29. November 1876 | FC Marlow                | 1:0      | FC Forest School     |
| 2. Dezember 1876  | FC South Norwood         | 0:7      | FC Sheffield         |
| 9. Dezember 1876  | FC Pilgrims              | 1:0      | Panthers FC          |
| 9. Dezember 1876  | Royal Engineers AFC      | 3:0      | Shropshire Wanderers |
| 9. Dezember 1876  | Upton Park FC            | 1:0      | Barnes FC            |
| 14. Dezember 1876 | Oxford University AFC    | 6:1      | 105th Regiment FC    |
| 16. Dezember 1876 | Cambridge University AFC | 2:1      | Clapham Rovers       |
| 16. Dezember 1876 | FC Rochester             | 1:0      | FC Swifts            |
| 16. Dezember 1876 | Wanderers FC             | 6:0      | FC Southall          |
| Freilos           | FC Queen’s Park          |          |                      |

### Dritte Runde
| Datum             |                          | Ergebnis |                 |
| ----------------- | ------------------------ | -------- | --------------- |
| 20. Januar 1877   | Royal Engineers AFC      | 1:0      | FC Sheffield    |
| 20. Januar 1877   | Wanderers FC             | 3:0      | FC Pilgrims     |
| 24. Januar 1877   | Upton Park FC            | 2:2      | FC Marlow       |
| 3. Februar 1877   | Cambridge University AFC | 4:0      | FC Rochester    |
| nicht ausgetragen | Oxford University AFC    |          | FC Queen’s Park |

#### Wiederholungsspiel
| Datum           |               | Ergebnis |           |
| --------------- | ------------- | -------- | --------- |
| 27. Januar 1877 | Upton Park FC | 1:0      | FC Marlow |

### Vierte Runde
| Datum            |                          | Ergebnis |                     |
| ---------------- | ------------------------ | -------- | ------------------- |
| 17. Februar 1877 | Cambridge University AFC | 1:0      | Royal Engineers AFC |
| 24. Februar 1877 | Oxford University AFC    | 0:0      | Upton Park FC       |
| Freilos          | Wanderers FC             |          |                     |

#### Wiederholungsspiel
| Datum         |                       | Ergebnis |               |
| ------------- | --------------------- | -------- | ------------- |
| 10. März 1877 | Oxford University AFC | 1:0      | Upton Park FC |

### Halbfinale
Das Spiel wurde am 20. März 1877 ausgetragen.
|                       | Ergebnis |                          | Ort                     |
| --------------------- | -------- | ------------------------ | ----------------------- |
| Wanderers FC          | 1:0      | Cambridge University AFC | Kennington Oval, London |
| Oxford University AFC |          | Freilos                  |                         |

### Finale
| Wanderers FC                                       | Wanderers FC | Oxford University AFC | Oxford University AFC |
| -------------------------------------------------- | --- | --- | --------------------- |
| Wanderers FC                                       | \| Finale \| \| Samstag, 24. März 1877 in London (Kennington Oval) \| \| Ergebnis: 2:1 n. V. (1:1, 0:1) \| \| Zuschauer: 3.000 \| \| Schiedsrichter: Sidney Havell Wright \| \| Spielbericht \| | \| Finale \| \| Samstag, 24. März 1877 in London (Kennington Oval) \| \| Ergebnis: 2:1 n. V. (1:1, 0:1) \| \| Zuschauer: 3.000 \| \| Schiedsrichter: Sidney Havell Wright \| \| Spielbericht \|    | Oxford University AFC |
| Wanderers FC                                       | Arthur Kinnaird – Alfred Stratford, William Lindsay – Francis Birley, Frederick Green – Charles Wollaston, Thomas Hughes, Hubert Heron, Henry Wace, Charles Denton, Jarvis Kenrick              | Edward Alington – Owen Dunell, William Rawson – Evelyn Waddington, Rev. James Henry Savory – Rev. Philip Hosken Fernandez, Edward Hagarty Parry, Henry Otter, Arthur Todd, Arnold Hills, John Bain | Oxford University AFC |
| Wanderers FC                                       | 1:1 Jarvis Kenrick (86.) 2:1 William Lindsay (97.) | 0:1 Arthur Kinnaird (15., Eigentor) | Oxford University AFC |
| Finale                                             | | |                       |
| Samstag, 24. März 1877 in London (Kennington Oval) | | |                       |
| Ergebnis: 2:1 n. V. (1:1, 0:1)                     | | |                       |
| Zuschauer: 3.000                                   | | |                       |
| Schiedsrichter: Sidney Havell Wright               | | |                       |
| Spielbericht                                       | | |                       |